# Nasreddine Kraouche
Nasreddine Kraouche (ur. 27 sierpnia 1979 w Thionville) – algierski piłkarz grający na pozycji pomocnika.

## Kariera klubowa
Kraouche urodził się we Francji w rodzinie pochodzenia algierskiego. Karierę piłkarską rozpoczął w klubie Clouange. Następnie w 1994 roku podjął treningi w FC Metz, a w 1997 roku zaczął grać w rezerwach tego klubu, w czwartej lidze francuskiej. Do kadry pierwszego zespołu został włączony w 1998 roku. W Ligue 1 zadebiutował 11 września 1998 w zremisowanym 0:0 wyjazdowym spotkaniu z RC Strasbourg. W Metz grał do końca 1999 roku, a w pierwszym zespole wystąpił łącznie w 9 spotkaniach
Na początku 2000 roku Kraouche przeszedł z Metz do belgijskiego KAA Gent. Grał w nim przez 4,5 roku i w tym okresie rozegrał 86 meczów, w których strzelił 15 bramek. W 2004 roku odszedł z klubu z Gandawy do Royalu Charleroi, w którym zadebiutował 10 listopada 2004 w meczu z Excelsiorem Mouscron. W 2006 roku jako zawodnik Charleroi zakończył karierę z powodu kontuzji.
| Sezon   | Klub            | Kraj    | Rozgrywki     | Mecze | Bramki |
| ------- | --------------- | ------- | ------------- | ----- | ------ |
| 1997/98 | FC Metz B       | Francja | CFA           | 8     | 1      |
| 1998/99 | FC Metz         | Francja | Ligue 1       | 9     | 0      |
| 1998/99 | FC Metz B       | Francja | CFA           | 18    | 9      |
| 1999/00 | FC Metz B       | Francja | CFA           | 14    | 5      |
| 1999/00 | KAA Gent        | Belgia  | Eerste Klasse | 2     | 1      |
| 2000/01 | KAA Gent        | Belgia  | Eerste Klasse | 23    | 4      |
| 2001/02 | KAA Gent        | Belgia  | Eerste Klasse | 27    | 2      |
| 2002/03 | KAA Gent        | Belgia  | Eerste Klasse | 29    | 9      |
| 2003/04 | KAA Gent        | Belgia  | Eerste Klasse | 9     | 0      |
| 2004/05 | Royal Charleroi | Belgia  | Eerste Klasse | 22    | 3      |
| 2005/06 | Royal Charleroi | Belgia  | Eerste Klasse | 27    | 0      |

## Kariera reprezentacyjna
W reprezentacji Algierii Kraouche zadebiutował 6 czerwca 1999 roku w przegranym 0:2 meczu eliminacji do Pucharu Narodów Afryki 2000 z Tunezją. W 2000 roku został powołany do kadry na ten turniej. Był na nim podstawowym zawodnikiem i rozegrał 4 spotkania: z Demokratyczną Republiką Konga (0:0), z Gabonem (3:1), z Republiką Południowej Afryki (1:1) i ćwierćfinale z Kamerunem (1:2). W 2002 roku podczas Pucharu Narodów Afryki 2002 wystąpił dwukrotnie: z Nigerią (0:1) i z Liberią (2:2 i gol w 90. minucie). Natomiast w 2004 roku w Pucharze Narodów Afryki 2004 rozegrał 4 mecze: z Kamerunem (1:1), z Egiptem (2:1), z Zimbabwe (1:2) i ćwierćfinałowy z Marokiem (1:3). Od 1999 do 2005 roku rozegrał w kadrze narodowej 36 spotkań i strzelił 3 gole.